# Torre Archirafi
Torre Archirafi is een plaats (frazione) in de Italiaanse gemeente Riposto.

## Historische monumenten
- Palazzo dei Principi Natoli
- Archirafi Torre dei Principi Natoli

## Persoonlijkheden
- Prins Giovanni Natoli Alifia Ruffo Van Sperlinga
- Prins Francesco Natoli Alifia Van Sperlinga
- Prinses Natoli Caterina Ruffo di Calabria